# Да Силва Морейра, Эрик
Э́рик Эмануэ́л да Си́лва Море́йра (нем. и порт. Eric Emanuel da Silva Moreira; родился 3 мая 2006 года, Гамбург, Германия) — немецкий и португальский футболист, защитник и нападающий «Ноттингем Форест». Победитель чемпионата Европы и чемпионата мира в составе сборной Германии до 17 лет.

## Клубная карьера
Эрик да Силва Морейра — воспитанник «Виктории Гамбург» и «Санкт-Паули». За резервную команду дебютировал в матче против «Дрохтерсен/Ассель». За основной состав «пиратов» дебютировал 16 марта 2024 года в гостевом матче против «Нюрнберга», выйдя на замену на 92-й минуте вместо Ларса Рицки. Свой первый гол забил в ворота «Шпелле-Фенхаус». Всего за клуб сыграл 11 матчей, где забил 1 мяч.
25 июня 2024 года перешёл в английский «Ноттингем Форест», подписав контракт до лета 2028 года. Сумма трансфера составила 1,5 миллионов евро.

## Карьера в сборной
За сборную Германии до 16 лет сыграл 10 матчей, где забил 2 мяча. На победном для Германии чемпионате Европы до 17 лет сыграл во всех 6 матчах. На чемпионате мира сыграл в шести матчах своей сборной; этот турнир окончился для Эрика и всей сборной победой.

## Личная жизнь
Родился в Гамбурге. Его мама — полька, а отец — из Гвинеи-Бисау. Знает 5 языков: английский, немецкий, польский, португальский и испанский. Дядя футболиста, Алмами Морейра, выступал за «Гамбург». Также у Эрика да Силвы Морейры есть кузен Диегу. Является гражданином Португалии.

## Достижения
- Чемпион Европы до 17 лет: 2023
- Чемпион мира до 17 лет: 2023